# Jeune Fille au corsage rayé
Jeune fille au corsage rayé est une peinture à l'huile sur toile de 92 × 60 cm réalisée en 1917 par le peintre italien Amedeo Modigliani. Vendue par Paul Guillaume à Albert Barnes, qui plus tard la revend à la fin des années 1920, elle fait aujourd'hui partie de la collection Nahmad.

## Expositions
- 28 mars 2025 - 29 juin 2025 : La Collection Nahmad. De Monet à Picasso, Musée des Impressionnismes Giverny [réf. nécessaire]
- 20 septembre 2023 - 15 janvier 2024 : Modigliani. Un peintre et son marchand, Musée de l'Orangerie, Paris[1].